# مان (أمريكا اللاتينية)
مان أمريكا اللاتينية (بالبرتغالية: MAN Latin America‏) هي شركة تصنيع شاحنات مقرها في ساو باولو، البرازيل. تنتمي الشركة إلى مجموعة مان وتعمل تحت اسم فولكس فاجن كامينهويس إي أونيبوس (بالبرتغالية: Volkswagen Caminhões e Ônibus‏) حتى عام 2008. تستمر علامة فولكس فاجن كامينهويس إي أونيبوس العمل باسم «فولكس فاجن»، حتى بعد أن غيرت الشركة اسمها إلى «مان (أمريكا اللاتينية)». تأتي كل ثلث شاحنة تقريبًا على الطرق في البرازيل من مان في أمريكا اللاتينية. هذا يجعل الشركة رائدة السوق الواضحة. في عام 2008، تم بناء 56,000 شاحنة وحافلة. يعمل في المصنع في ريزندي 6,000 شخص.